# Ellie Douglas
Ellie Douglas (* 23. Mai 2000 in McKinney, Texas) ist eine US-amerikanische Tennisspielerin.

## Karriere
Douglas begann mit acht Jahren mit dem Tennisspielen und bevorzugt für ihr Spiel den Hartplatz. Sie spielt bislang hauptsächlich auf der ITF Women’s World Tennis Tour, wo sie bislang aber noch keinen Titel gewinnen konnte.
2017 gewann sie zusammen mit Carson Branstine das Damendoppel des J1 San Diego. Bei den French Open erreichte sie zusammen mit Emiliana Arango im Juniorinnendoppel das Achtelfinale. In Wimbledon erreichten die beiden im Juniorinnendoppel das Viertelfinale, im Juniorinneneinzel erreichte Douglas das Achtelfinale.